# Oxyaei
Gli Oxyaei o Ozuaei erano una popolazione illirica menzionata da Appiano di Alessandria nel corso delle campagne militari di Ottaviano in Illirico (35-33 a.C.). Sembra che formassero insieme con altri popoli un gruppo compatto nella parte dell'estremo sud-ovest dell'Illyricum. Alcuni di loro sopravvissero anche in seguito, come comunità del Conventus iuridicus di Narona. Erano pertanto insediate tra i fiumi Narenta e Drilo.